# Juan Carlos Fonda
Juan Carlos Fonda (Vedia, 15 ottobre 1919 – ...) è stato un calciatore argentino, di ruolo difensore.

## Carriera

### Club
Giocò tutta la carriera nel campionato argentino.

### Nazionale
Con la maglia della Nazionale ha trionfato a livello continentale nel 1946.

## Palmarès

### Club
- Campionato argentino: 3

Racing Club: 1949, 1950, 1951

### Nazionale
- Campeonato Sudamericano de Football: 1

Argentina 1946